# Valentin Hotea
Valentin „Vali” Hotea (n. 26 august 1967, București, România) este un scenarist și regizor de film român.

## Biografie
Hotea a absolvit regia de film la UNATC în 1995. A regizat filme ca Roxanne (2013) sau Lebensdorf (2021).

## Filmografie
- Meditația (1997)
- Zăpada fierbinte (1999)
- Roberta (2000)
- Călătorie de vis (2004)
- Burlacii (2005)
- Serviciul omoruri (2008)
- Fetele marinarului (2008)
- Roxanne (2013)
- Lebensdorf (2021)